# Бобрицько-Болярська сільська рада
Бобрицько-Болярська сільська рада — колишня адміністративно-територіальна одиниця та орган місцевого самоврядування у Барашівському, Соколовському, Новоград-Волинському районах, Новоград-Волинській міській раді Коростенської й Волинської округ, Київської та Житомирської областей УРСР з адміністративним центром у селі Бобрицька Болярка.

## Населені пункти
Сільській раді на момент ліквідації були підпорядковані населені пункти:
- с. Бобрицька Болярка
- с. Євгенівка

## Демографія
Кількість населення ради, станом на 1923 рік, становила 1 744 особи, кількість дворів — 245.
Кількість населення сільської ради, станом на 1924 рік, складала 1861 особу, з перевагою мешканців німецької та польської національности; кількість домогосподарств — 196.
У 1926 році чисельність населення сільської ради становила 871 особу.
Кількість населення ради, станом на 1931 рік, становила 950 осіб.

## Історія та адміністративний устрій
Утворена 1923 року в складі с. Бобрицька Болярка та колоній Ганнопіль, Єлизаветпіль, Киселівка, Киселівська Гута Барашівської волості Коростенського повіту Волинської губернії. 7 березня 1923 року рада увійшла до складу новоствореного Барашівського району Коростенської округи. 
12 січня 1924 року, відповідно до рішення Волинської ГАТК «Про зміни в межах округів, районів та сільрад», кол. Киселівка увійшла до складу Олександрівської сільської ради Барашівського району. 30 жовтня 1924 року, відповідно до рішення Волинської ГАТК «Про виділення та організацію національних сільрад», реорганізована в польську національну сільську раду, колонії Ганнопіль, Єлизаветпіль та Киселівська Гута були передані до складу Олександрівської сільської ради. 5 лютого 1925 року до складу ради було включено слободу Павлівка ліквідованої Євгенівської сільської ради Барашівського району. 3 червня 1930 року, відповідно до постанови ВУЦВК «Про створення Соколовського та Пулинського національного (німецького) районів», сільська рада увійшла до складу новоствореного Соколовського району Волинської округи. Відповідно до постанови ВУЦВК та РНК СРСР від 2 вересня 1930 року «Про ліквідацію округ та перехід на двоступеневу систему управління», сільську раду, в числі інших рад, в зв'язку з ліквідацією Соколовського району, від 15 вересня 1930 року включено до складу Новоград-Волинського району.
1 червня 1935 року, відповідно до постанови президії ЦВК УСРР «Про порядок організації органів радянської влади в новоутворених округах», внаслідок ліквідації Новоград-Волинського району територію сільради було передано до складу Новоград-Волинської міської ради. У 1941 році сільську раду було повернуто до складу Барашівського району Житомирської області. Станом на 1 жовтня 1941 року слоб. Павлівка не значиться на обліку населених пунктів.
Відповідно до інформації довідника «Українська РСР. Адміністративно-територіальний поділ», станом на 1 вересня 1946 року сільрада входила до складу Барашівського району, на обліку в раді перебували с. Бобричі та х. Євгенівка.
11 серпня 1954 року, відповідно до указу Президії Верховної ради УРСР «Про укрупнення сільських рад по Житомирській області», сільську раду було ліквідовано, територію та населені пункти включено до складу Новоолександрівської сільської ради Барашівського району Житомирської області.